# Insécurité gravitationnelle
L’insécurité gravitationnelle est une anomalie de l'équilibre et du mouvement observée chez l'enfant. Elle est habituellement associée à un problème du traitement de l’information sensorielle au niveau des organes otolithiques de l’oreille interne, qui détectent les informations concernant les mouvements linéaires dans l’espace et l’attraction de la gravité. Cela peut susciter chez l’enfant une réponse émotionnelle négative et exagérée face aux expériences de mouvement, surtout vers l’avant ou vers l’arrière, et impliquant un changement dans la position de la tête (Case-Smith, 2005). Ceci peut se traduire par une peur excessive de tomber, une peur d’être placé dans une position verticale inversée ou une peur des hauteurs (May-Benson & Koomar, 2007).
L’enfant qui présente une insécurité gravitationnelle peut adopter différents comportements tels que : évitement de grimper sur des structures, peur de sauter ou de marcher sur une surface plus haute ou panique lorsqu’il est poussé soudainement vers l’arrière en position assise. Il n’apprécie pas les pirouettes et les roulades au sol et n’a pas de plaisir dans les terrains de jeux ou dans les jouets pour se déplacer (ex. bicyclette).

## Ergothérapie
En ergothérapie, l’insécurité gravitationnelle peut être prise en charge afin de diminuer l’impact négatif de cette condition sur la réalisation des activités de la vie quotidienne de l’enfant. Pour ce faire, l’ergothérapeute utilise la thérapie basée sur les théories de l’intégration sensorielle pour aider l’enfant à moduler correctement les sensations vestibulaires en lui proposant des activités qui représentent un niveau de difficulté adéquat compte tenu de la problématique et en graduant les activités vers des sensations de plus en plus fortes tout en respectant un niveau de sécurité minimal pour favoriser la participation active de l’enfant dans les activités.